# Non credo (Berlioz)
Le Non credo de Berlioz fait référence à un article d'Hector Berlioz paru le 9 février 1860 dans le Journal des débats, à la suite de trois concerts donnés à Paris par Richard Wagner. L'article a été ensuite intégré dans le recueil À travers chants, publié en 1862.

Expression, sous une forme originale, de l'esthétique musicale de Berlioz, le Non credo annonce la rupture définitive avec Wagner, lors de la création houleuse de Tannhäuser à l'Opéra de Paris en 1861. En conclusion de son article, Berlioz oppose à la musique de l'avenir wagnérienne un certain nombre de mises en garde :  

« Si telle est cette religion, très nouvelle en effet, je suis fort loin de la professer ; je n’en ai jamais été, je n’en suis pas, je n’en serai jamais.
Je lève la main et je le jure : Non credo. »

Au plus fort de la controverse provoquée par la musique de Wagner, le prélude de l'opéra Tristan et Isolde en particulier, l'article a créé l'événement. Il est devenu ensuite l'objet de commentaires très violents dans les ouvrages musicologiques, majoritairement acquis à la cause wagnérienne, à la fin du XIXe siècle. Il faut attendre la seconde moitié du XXe siècle pour une réévaluation du Non credo de Berlioz par des musiciens et des critiques musicaux, qui en ont reconnu la valeur esthétique de manière plus objective.

## Contexte

### XIXesiècle: BerliozanteWagner
L'opinion musicale conservatrice se trouve résumée dans la formule suivante :  

« Wagner est le Marat de la musique dont Berlioz est le Robespierre. »

— A. Gasperini, Le Siècle, Paris, 1858.

### Critiques: BerliozproWagner
Aux yeux des critiques musicaux du milieu du XIXe siècle, Berlioz et Wagner étaient deux représentants d'une même tendance musicale. Parmi les nombreux articles rassemblés par Nicolas Slonimsky dans son Lexicon of musical invectives (« Lexique d'invectives musicales »), il est remarquable d'observer qu'un Paul Scudo applique les mêmes termes, à dix ans de distance, pour condamner les œuvres de Berlioz et de Wagner : 

« Non seulement M. Berlioz n'a pas d'idées mélodiques, mais lorsqu'une idée lui arrive, il ne sait pas la traiter, car il ne sait pas écrire. »

— Paul Scudo, Critique et Littérature Musicales, Paris, 1852.

« Quand M. Wagner a des idées, ce qui est rare, il est loin d'être original ; quand il n'en a pas, il est unique et impossible. »

— Paul Scudo, L'année Musicale, Paris, 1862.

### 1860: Wagner à Paris
En janvier 1860, Wagner arrive à Paris, « puissamment protégé et financièrement armé pour entreprendre un assaut décisif ». Selon Henry Barraud, « l'élite du public parisien n'ignorait rien de sa renommée croissante, et il y eut un grand mouvement de curiosité autour des trois concerts symphoniques annoncés sous sa direction ». Quelques jours avant le premier d'entre eux, Wagner envoya à Berlioz la partition de Tristan avec ce mot : 

« Cher Berlioz,
Je suis ravi de vous pouvoir offrir le premier exemplaire de mon Tristan. Acceptez-le et gardez-le d'amitié pour moi.
l'auteur reconnaissant de Tristan et Isolde au cher grand auteur de Roméo et Juliette »

Le 25 janvier 1860, tout Paris était présent au Théâtre italien. Le concert « déchaîna les passions dans les deux sens, comme devaient faire Pelléas ou Le Sacre du printemps ». Le programme comprenait les partitions suivantes :
1. Ouverture du Vaisseau fantôme,
2. Ouverture de Lohengrin,
3. Prélude du IIIe acte et marche nuptiale de Lohengrin,
4. Ouverture de Tannhäuser (version de Dresde),
5. Entrée des chevaliers au IIe acte de Tannhäuser,
6. Ouverture de Tristan et Isolde

## L'article de Berlioz
Selon Henry Barraud, « certes, il n'aimait pas cette musique, mais il ne pouvait s'empêcher d'en admirer certains aspects. Il le dit très clairement et sans mesurer ses termes dans une lettre à son ami Morel ». Dans son article du Journal des débats, le 9 février, il doit adopter une approche « nuancée, en forçant sur les éloges de telle manière que nul lecteur objectif ne peut voir dans cet article autre chose qu'un hommage éclatant, assorti de réserves qui lui donnent d'autant plus de valeur » : 

« Ce compte rendu sincère met assez en évidence les grandes qualités musicales de Wagner. On doit en conclure, ce me semble, qu’il possède cette rare intensité de sentiment, cette ardeur intérieure, cette puissance de volonté, cette foi qui subjuguent, émeuvent et entraînent ; mais que ces qualités auraient bien plus d’éclat si elles étaient unies à plus d’invention, à moins de recherche et à une plus juste appréciation de certains éléments constitutifs de l’art. Voilà pour la pratique. »

En fait, Berlioz ne distribue pas au hasard les éloges, ni le blâme. « À un seul ouvrage, Berlioz se montre nettement hostile, c'est l'ouverture de Tristan et Isolde », réaction qu'Henry Barraud juge « inévitable » : 

« Maintenant, examinons les théories qu’on dit être celles de son école, école généralement désignée aujourd’hui sous le nom d’école de la musique de l’avenir, parce qu’on la suppose en opposition directe avec le goût musical du temps présent, et certaine au contraire de se trouver en parfaite concordance avec celui d’une époque future. »

L'article se termine par « une prise de position à l'égard de la musique de l'avenir, vocable sous lequel, un peu partout en Europe, on avait pris l'habitude de présenter les idées esthétiques de Wagner et de son école. En fait, il n'y avait là qu'une locution, une locution qui n'avait pas de sens par elle-même, et qui n'en aurait revêtu que dans la mesure où une doctrine claire et cohérente l'aurait prise comme en-tête ». Or, si « on ignorait cette doctrine à Paris, Berlioz ne l'ignorait pas, au fond, beaucoup moins que ses compatriotes, malgré ses contacts avec Wagner. C'est pourquoi la fin de son article prend une forme quelque peu équivoque » : 

« On m’a longtemps attribué à ce sujet, en Allemagne et ailleurs, des opinions qui ne sont pas les miennes ; par suite, on m’a souvent adressé des louanges où je pouvais voir de véritables injures ; j’ai constamment gardé le silence. Aujourd’hui, mis en demeure de m’expliquer catégoriquement, puis-je me taire encore, ou dois-je faire une profession de foi mensongère ? Personne, je l’espère, ne sera de cet avis. »

### Credo
Henry Barraud néglige « la première partie de la profession de foi de Berlioz. Ce à quoi il donne son adhésion, c'est évidemment tout ce qui, dans la notion musique de l'avenir, peut être appliqué à la sienne ». Berlioz le reconnaît d'ailleurs volontiers : « Mais tout le monde en est ; chacun aujourd'hui professe plus ou moins ouvertement cette doctrine, en tout ou en partie. Y a-t-il un grand maître qui n’écrive ce qu’il veut ? Qui donc croit à l’infaillibilité des règles scolastiques, sinon quelques bonshommes timides qu’épouvanterait l’ombre de leur nez, s’ils en avaient un ?… Je vais plus loin : il en est ainsi depuis longtemps. Gluck lui-même fut en ce sens de l’école de l’avenir ; il dit dans sa fameuse préface d’Alceste : Il n’est aucune règle que je n’aie cru devoir sacrifier de bonne grâce en faveur de l’effet ».
De ce plaidoyer pro domo, en somme, on retiendra les points suivants, auxquels d'autres compositeurs se sont montrés sensibles au XXe siècle, Edgar Varèse et Harry Partch, en particulier. 

#### Liberté de la musique
« Parlons donc, et parlons avec une entière franchise :
La musique, aujourd'hui dans la force de sa jeunesse, est émancipée, libre ; elle fait ce qu’elle veut.
Beaucoup de vieilles règles n’ont plus cours ; elles furent faites par des observateurs inattentifs ou par des esprits routiniers, pour d’autres esprits routiniers. De nouveaux besoins de l’esprit, du cœur et du sens de l’ouïe imposent de nouvelles tentatives, et même dans certains cas l’infraction des anciennes lois. Diverses formes sont par trop usées pour être encore admises. »

#### Effets et causes musicales
« Tout est bon d’ailleurs, ou tout est mauvais, suivant l’usage qu’on en fait et la raison qui en amène l’usage.
Dans son union avec le drame, ou seulement avec la parole chantée, la musique doit toujours être en rapport direct avec le sentiment exprimé par la parole, avec le caractère du personnage qui chante, souvent même avec l’accent et les inflexions vocales que l’on sent devoir être les plus naturels du langage parlé. »

#### L'opéra et le chant
« Les opéras ne doivent pas être écrits pour des chanteurs ; les chanteurs, au contraire, doivent être formés pour les opéras.
Les œuvres écrites uniquement pour faire briller les talents de certains virtuoses ne peuvent être que des compositions d’un ordre secondaire et d’assez peu de valeur.
Les exécutants ne sont que des instruments plus ou moins intelligents destinés à mettre en lumière la forme et le sens intime des œuvres : leur despotisme est fini. Le maître reste le maître ; c’est à lui de commander.
Le son et la sonorité sont au-dessous de l’idée. L’idée est au-dessous du sentiment et de la passion.
Les longues vocalisations rapides, les ornements du chant, le trille vocal, une multitude de rhythmes, sont inconciliables avec l’expression de la plupart des sentiments sérieux, nobles et profonds. Il est en conséquence insensé d’écrire pour un Kyrie Eleison (la prière la plus humble de l’Église catholique) des traits qui ressemblent à s’y méprendre aux vociférations d’une troupe d’ivrognes attablés dans un cabaret. Il ne l’est peut-être pas moins d’appliquer la même musique à une invocation à Baal par des idolâtres et à la prière adressée à Jehovah par les enfants d’Israël. Il est plus odieux encore de prendre une créature idéale, fille du plus grand des poëtes, un ange de pureté et d’amour, et de la faire chanter comme une fille de joie, etc., etc. »

### Non credo
Les dernières pages de l'article consacré à la musique de l'avenir ont davantage retenu l'attention.

#### Abandon de la musiqueclassique
« Il faut faire le contraire de ce qu’enseignent les règles.
On est las de la mélodie ; on est las des dessins mélodiques ; on est las des airs, des duos, des trios, des morceaux dont le thème se développe régulièrement ; on est rassasié des harmonies consonantes, des dissonances simples, préparées et résolues, des modulations naturelles et ménagées avec art. »

Selon Henry Barraud, qui se livre à une analyse minutieuse de cette seconde partie, « cela définit en grande partie le style de Wagner, et totalement celui de ses successeurs, qu'ils aient cru pouvoir tirer de son esthétique, après y avoir étroitement adhéré, des conséquences lointaines plus ou moins légitimes (Schönberg, Alban Berg) ou qu'ils aient réagi contre elle, ce qui est une autre manière d'accuser son influence (Debussy et l'école française, l'école russe) ».

#### Intellectualisation de la musique
« Il ne faut tenir compte que de l’idée, ne pas faire le moindre cas de la sensation. »

Henry Barraud observe que « l'école dodécaphonique, tenue à tort ou à raison pour l'héritière du wagnérisme dans l'époque actuelle, va au-delà de ce principe, puisque même l'idée est sacrifiée à des combinaisons abstraites d'intervalles ».

#### Exaspération de la musique
« Il faut mépriser l’oreille, cette guenille, la brutaliser pour la dompter : la musique n’a pas pour objet de lui être agréable. Il faut qu’elle s’accoutume à tout, aux séries de septièmes diminuées ascendantes ou descendantes, semblables à une troupe de serpents qui se tordent et s’entre-déchirent en sifflant ; aux triples dissonances sans préparation ni résolution ; aux parties intermédiaires qu’on force de marcher ensemble sans qu’elles s’accordent ni par l’harmonie ni par le rhythme, et qui s’écorchent mutuellement ; aux modulations atroces, qui introduisent une tonalité dans un coin de l’orchestre avant que dans l’autre la précédente soit sortie. »

Berlioz reprend plus loin son allusion aux Femmes savantes de Molière (acte II, scène vii, v.543) : 
Guenille si l’on veut, ma guenille m’est chère.
.
Selon Henry Barraud, « si ce principe n'est pas dans la musique même de Wagner, on pourrait penser qu'il y est peut-être en puissance, et la musique du XXe siècle en est l'illustration ».

#### Prouesses vocales
« Il ne faut accorder aucune estime à l’art du chant, ne songer ni à sa nature ni à ses exigences. »

Selon Henry Barraud, « C'est en effet avec Wagner que la musique a commencé à violenter les voix en exigeant d'elles des performances athlétiques qui touchent au domaine de la haute compétition sportive, tendance qui s'est accusée par la suite et contre laquelle une partie de la musique contemporaine commence à réagir ».

#### Hypertension des lignes vocales
« Il faut, dans un opéra, se borner à noter la déclamation, dût-on employer les intervalles les plus inchantables, les plus saugrenus, les plus laids.
Il n’y a point de différence à établir entre la musique destinée à être lue par un musicien tranquillement assis devant son pupitre et celle qui doit être chantée par cœur, en scène, par un artiste obligé de se préoccuper en même temps de son action dramatique et de celle des autres acteurs. »

Henry Barraud reconnaît que « les neuf dixièmes des drames lyriques modernes obéissent à cette directive et l'usage des intervalles les plus inchantables est constant dans la musique de Schönberg et de son école ». Dans son Traité de l'orchestration, publié en 1954, Charles Koechlin compare des passages de Siegfried et d'Erwartung en ajoutant que « nous ne pouvons qu'admirer les dons musicaux, la sûreté d'attaque des cantatrices à qui ces œuvres sont dévolues ».

#### Virtuosité de l'exécution
« Il ne faut jamais s’inquiéter des possibilités de l’exécution. »

Selon Henry Barraud, « Presque tous les compositeurs depuis Wagner ont vécu dans la confiance que les progrès, dans la technique des instruments, autorisaient toutes les audaces ». Charles Koechlin met en garde les apprentis compositeurs contre les difficultés inutiles : « La simplicité des moyens reste préférable. On est surpris, à la lecture, que les plus frappants des effets soient obtenus par des maîtres avec « presque rien » : ce rien qui en réalité est tout, et qu'il ne s'agissait que de trouver. On en voit plus d'un exemple chez Weber, Berlioz, Bizet, Claude Debussy, et même Maurice Ravel ».

#### Derniers points
« Si les chanteurs éprouvent à retenir un rôle, à se le mettre dans la voix, autant de peine qu’à apprendre par cœur une page de sanscrit ou à avaler une poignée de coquilles de noix, tant pis pour eux ; on les paye pour travailler : ce sont des esclaves.
Les sorcières de Macbeth ont raison : le beau est horrible, l’horrible est beau. »

Henry Barraud considère ces « septième et huitième points » comme « des outrances qui ne valent pas d'être relevées. Mais, dans l'ensemble, il apparaît que Berlioz a parfaitement décelé vers quoi le génie de Wagner menait la musique ».

## Réactions

### Réponse de Wagner
« Nul doute que Wagner n'ait senti que l'attaque allait au cœur même de la question. » Sa réponse à Berlioz, dans le même journal, « lui donnait l'occasion de préciser sa position de principe, non sur la musique, mais sur les rapports du théâtre et de la musique. En fait, il ne répondit dans sa réplique à aucun des points abordés par Berlioz » : 

« […] L'article du Journal des débats… me fournit l'occasion de vous donner quelques explications sommaires sur ce que vous appelez la musique de l'avenir et dont vous avez cru devoir entretenir sérieusement vos lecteurs…
Apprenez donc, mon cher Berlioz, que l'inventeur de la Musique de l'avenir, ce n'est pas moi, mais bien M. Bischoff, professeur à Cologne. L'occasion qui donna le jour à cette creuse expression fut la publication faite par moi, il y a une dizaine d'années, d'un livre sous ce titre : L'Œuvre d'art de l'avenir.
[…] Jugez d'après cela ce que j'ai dû éprouver au bout de dix ans, en voyant… qu'un homme sérieux, un artiste éminent, un critique intelligent, instruit et honnête tel que vous, plus que cela, un ami, avait pu se méprendre sur la portée de mes idées à tel point qu'il n'a pas craint d'envelopper mon œuvre dans cette ridicule papillote : musique de l'avenir.
Mon livre ne contient aucune des absurdités qu'on me prête et je n'ai traité en aucune façon de la question grammaticale de la musique. Ma pensée va un peu plus loin ; et, d'ailleurs, n'étant pas théoricien de ma nature, je devais abandonner à d'autres le soin d'agiter le sujet, ainsi que la question puérile de savoir s'il est permis ou non de faire du néologisme en matière d'harmonie ou de mélodie. »

Devant tant de dénégations, Henry Barraud conclut : « En somme, ce dialogue entre deux grands musiciens est un dialogue de sourds. Ils mettent en commun dans leurs propos le mot avenir, et chacun parle de ce qui le préoccupe et qui n'a rien à voir avec ce qui préoccupe l'autre ».

### Berlioz, Wagner et l'amitié
Sur le plan humain, cependant, l'amitié entre les deux compositeurs n'était jamais réellement éteinte, malheureusement brouillée par divers éléments extérieurs. À propos d'un article de Berlioz sur Fidelio, Wagner lui écrit une lettre « dans un français macaronique » : 

« C'est une joie toute spéciale pour moi d'entendre ces accents purs et nobles de l'expression d'une âme d'une intelligence où parfaitement comprenant et s'appropriant les secrets les plus intimes d'un autre héros de l'art. »

Berlioz lui répond dans une lettre « affectueuse et très désenchantée » : 

« Vous êtes au moins plein d'ardeur, prêt à la lutte ; je ne suis, moi, prêt qu'à dormir et à mourir. Pourtant, une espèce de joie fébrile m'agite encore un peu, si, quand je crie d'amour pour le beau, une voix me répond au loin et me fait entendre au travers des rumeurs vulgaires, son salut approbateur et amical. »

Dominique Catteau a finement analysé la phrase qui termine cette lettre : « Et ne me dîtes plus Cher Maître. Cela m'agace » pour opposer la franchise un peu brusque mais sans arrière-pensée de Berlioz à la courtoisie ondoyante, toujours un peu hypocrite, de Wagner. Pour Henry Barraud, « il n'en reste pas moins que les deux hommes, à un moment donné, se sont vraiment ouverts l'un à l'autre, se sont compris en profondeur ». Cependant, « leurs conceptions musicales étaient trop opposées pour que Berlioz et Wagner pussent faire cause commune ».

### 1861:Tannhäuseret la rupture
La création parisienne de Tannhäuser, le 13 mars 1861, mit un terme aux protestations d'amitié de Wagner et aux réponses désabusées de Berlioz. Cette représentation fut l'occasion, plutôt que d'un scandale public, d'une cabale organisée par les membres du Jockey Club. Mais, pour comprendre la réaction de Berlioz à cette occasion, Henry Barraud juge indispensable de considérer d'abord « l'horrible injustice d'une telle différence de traitement » entre Wagner, protégé de la princesse Metternich, épouse de l'ambassadeur d'Autriche à Paris, et Berlioz « anéanti, découragé, convaincu de sa défaite. Comment pourrait-on attendre l'acte d'héroïsme qu'aurait été une acceptation joyeuse du triomphe de son rival ? Comment l'homme qui avait dans ses cartons la partition des Troyens, dont personne ne voulait, aurait-il pu supporter de voir l'Opéra de Paris dépenser sans compter (cent soixante mille francs) et aligner en quelques semaines cent soixante-quatre répétitions pour monter Tannhäuser ? »

De la « regrettable explosion de joie dont il salua le scandale de la première », la postérité a surtout retenu la dernière phrase d'une lettre adressée à son fils Louis, le 21 mars : 

« Pour moi, je suis cruellement vengé. »

Les commentaires que cette simple phrase a entraîné sont si nombreux, et souvent si peu mesurés sous la plume de partisans de Wagner, qu'Henry Barraud en vient à douter de l'intention même de Berlioz : « Vengé de quoi ? De la cabale de Londres contre Benvenuto [le 25 juin 1853] ? C'est en tout cas devant une cabale identique que Tannhäuser venait de s'effondrer ».

## Conséquences
Berlioz n'écrit pas d'article dans les journaux pour rendre compte de cette création catastrophique. Or, si « en cette occasion, il a écrit deux lettres de trop, on lui a fait grief de ce qu'il n'ait rien écrit du tout sur Tannhäuser dans les Débats. Toutefois, on oublie que sa décision était prise avant le scandale », comme en témoigne une autre lettre à son fils, du 21 février : 

« Je ne ferai pas d'article sur Tannhäuser, j'ai prié d'Ortigue de s'en charger. Cela vaut mieux sous tous les rapports et cela les désappointera davantage. »

### Le triomphe de Wagner

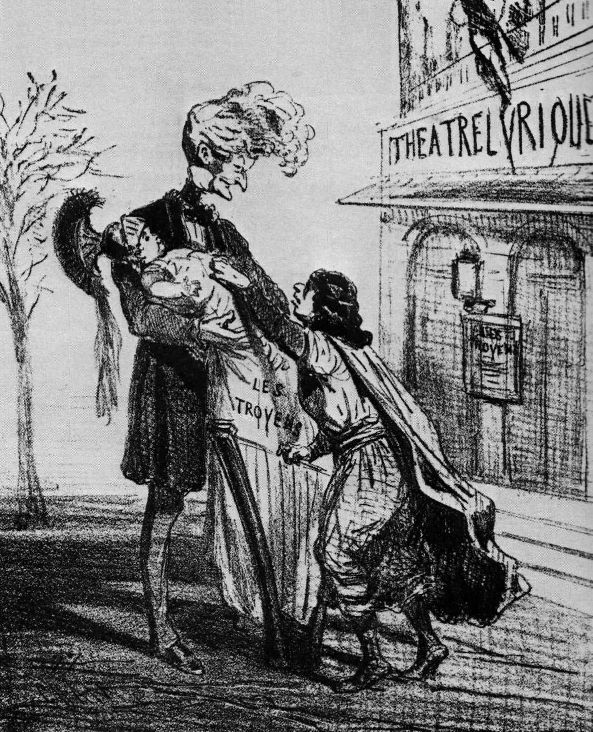
« Le Tannhäuser demandant à voir son petit frère », caricature de Cham pour le Charivari (1863).

Dans un article de 1879 consacré à Berlioz et Wagner, Adolphe Jullien, qui se présente comme « berliozien », revient sur les événements de 1860-1861 en termes « wagnériens ». Le commentaire de la lettre de Berlioz à son fils est singulièrement tranchant : « Il fut surtout puni de sa conduite inqualifiable envers Wagner, lui qui n'avait pas compris qu'en aidant à la chute de Tannhäuser, il assurait celle des Troyens à courte échéance, auprès d'un public qui devait exalter les deux novateurs, sans discerner, ou les exterminer tous deux ». 
Adolphe Jullien n'a pas de mots assez durs contre Berlioz : le compositeur français « ne se connaît plus de rage », tout à sa « haine » et à son « aveuglement » contre Wagner… En conclusion de son article, ce critique présente la création des Troyens comme un enterrement : « De guerre lasse, ces malheureux Troyens abordèrent enfin au Théâtre-Lyrique, où ils échouèrent au port : la ruine de cet opéra payait la ruine de l'autre. Et Berlioz mourut de cette catastrophe. Wagner, à son tour, était cruellement vengé ».

Le clan wagnérien ne s'est pas réellement intéressé à la correspondance de Berlioz. Henry Barraud note que, « deux ans après le scandale, en meilleure situation pour se montrer objectif, il écrivait, après une audition de Tannhäuser à Weimar » : 

« Il y a de bien belles choses, dans le dernier acte surtout. C'est d'une tristesse profonde et d'un grand caractère. »

La critique ne montra pas plus d'indulgence. Dans sa tribune de la Revue des deux Mondes, le 1er mars 1860, Paul Scudo profite de l'occasion pour accabler ensemble Berlioz et Wagner : 

« Au fond, cependant, Wagner et Berlioz sont de la même famille. Ce sont deux frères ennemis, deux enfants terribles de la vieillesse de Beethoven, qui serait bien étonné s'il pouvait voir ces deux merles blancs sortis de sa dernière couvée ! Les œuvres de ces deux émules de l'insubordination au sens de la Beauté mériteraient d'être cousues dans un sac et jetées à la mer pour apaiser les Dieux ! »

Il convient de signaler la hauteur de vues adoptée par Berlioz, en tant que critique musical. Face au Non credo de 1860, puis au silence devant la création de Tannhäuser, on trouve d'innombrables critiques de ce genre : 

« L'auteur du Vaisseau fantôme, de Tannhäuser, de Tristan et Isolde et de Lohengrin ouvre-t-il, comme il l'espère, une voie nouvelle à la musique ? Non, assurément, et il faudrait désespérer de l'avenir de la musique, si l'on voyait se propager la musique de l'avenir. »

— Oscar Comettant, Almanach Musical, Paris, 1861.
Parmi les musiciens et les hommes de lettres, Prosper Mérimée témoigne également de son « dernier ennui, mais colossal » à propos de la création de Tannhäuser. Le compositeur Auber écrit en 1863 : « Wagner, c'est Berlioz moins la mélodie. Sa partition du Tannhäuser ressemble à un livre qui serait écrit sans points ni virgules ; on ne sait à quel endroit respirer. L'auditeur étouffe ».

Cependant, dès 1861, les manifestations de soutien envers le compositeur allemand se multiplient : Baudelaire adresse à Wagner des lettres pleines d'admiration. Gustave Flaubert résume l'attitude de son temps dans son dictionnaire des idées reçues : « Wagner : Ricaner quand on entend son nom, et faire des plaisanteries sur la musique de l'avenir. » Stéphane Mallarmé compose un sonnet en « Hommage » à l'auteur de Parsifal : 
Trompettes tout haut d'or pâmé sur les vélins,

Le dieu Richard Wagner irradiant d'un sacre

Mal tu par l'encre même en sanglots sibyllins.

### 1871: Lacapitulationde Wagner
Dans un article du 8 janvier 1886 pour Le Matin, Octave Mirbeau, admirateur de la musique de Wagner et farouchement opposé au patriotisme « revanchard » de ses contemporains, revenait sur les circonstances qui avaient imposé le silence à Berlioz et les récriminations de Wagner : 

« Bien qu'il eût cruellement souffert en France et de la France, qu'il ait connu toutes les angoisses, toutes les humiliations, toutes les déceptions, en fin de compte toutes les insultes, Wagner n'avait pas le droit de descendre à d'aussi vulgaires représailles, à d'aussi plates calomnies, indignes d'un esprit comme le sien.
Il n'est pas le seul à qui de pareilles fortunes ont été infligées. Wagner, étranger, et cherchant la gloire chez nous, ne pouvait espérer être mieux traité que des enfants de la France, qui furent, peut-être, plus méconnus, plus malheureux, plus insultés que lui, et qui ont souffert en silence. 
Et puis, quelque ressentiment qu'on garde contre un ennemi qui vous a fait du mal, quelque haine qui bouillonne dans un cœur aigri par l'injustice, ce n'est pas quand l'ennemi est à terre, qu'il râle, enchaîné, la poitrine ouverte et sanglante, qu'on lui jette la boue à la face et que, lâchement, on le frappe. Cet épisode de la vie de Wagner n'est point beau, il est même inexplicable. C'est à croire qu'il fut, un moment, sous l'emprise d'une folie, car il savait qu'il n'atteindrait pas la France et qu'il risquait de se salir lui-même »

## Postérité

### Défense et illustrationde Berlioz
Dans un entretien radiophonique du 27 décembre 1947, Charles Koechlin fut le premier à revenir sur le Non credo de Berlioz en termes positifs, opposant la réelle compétence de l'auteur des Troyens aux « inepties d'un Scudo, d'un Albert de Lasalle qui prétendait que Gounod n'avait point le sens de la mélodie, ou de cet ineffable critique anonyme qui prétendait que le premier acte de Carmen était terne et froid ».
Cette réévaluation de l'article de 1860 et des chroniques d'À travers chants fut suivie par d'autres commentaires en faveur de Berlioz, avec plus ou moins de sympathie à l'égard de Wagner, toujours considéré en position de rivalité. Le commentaire le plus complet, le plus approfondi, est sans doute celui d'Henry Barraud dans son ouvrage de 1989. 

Fred Goldbeck publie dans La Revue musicale de 1977 un grand article intitulé Défense et illustration de Berlioz : 

« Curieux moralistes… Ils semblent penser que Berlioz qui, sans la moindre exagération, aurait pu se dire le premier musicien français depuis Rameau, était tenu à l'hypocrisie de se faire humble et effacé. Et sa « malveillance teintée de jalousie » envers Wagner… Mais on connaît des musiciens qui n'ont jamais été les concurrents de Wagner sur aucune scène d'opéra et qui, un siècle après Berlioz, mais pour les mêmes raisons musicales que lui, préfèrent de beaucoup le calme enchantement du prélude de Lohengrin à l'incessante mobilité chromatique du prélude de Tristan. »

Pour Dominique Catteau, le Non credo, « dont les wagnériens se sont servis pour montrer la preuve de l'incompétence de Berlioz à comprendre leur nouveau dieu, pourrait à lui seul, et malgré l'aveuglement calculé de ces derniers, devenir une véritable déclaration universelle des droits, et des devoirs, de l'artiste ».

### Berlioz et Wagner auXXesiècle
Henry Barraud observe, à propos du troisième point du Non credo de Berlioz, qu'il « reste à se demander si tels passages du « Sabbat » de la Fantastique ne brutalisent pas l'oreille au moins autant que la Chevauchée des Walkyries ». Cette question trouve une réponse dans la dernière section de la Musique pour les soupers du roi Ubu, « ballet noir » de Zimmermann (1966), où la « Marche au supplice » de la Symphonie fantastique de Berlioz surpasse en noirceur la « Chevauchée » de la Walkyrie de Wagner, dans un contexte postmoderne.

### Ouvrages de Berlioz
- À travers chants (1862) (Texte disponible en ligne : À travers chants)
- Hector Berlioz, Mémoires, Paris, Flammarion, coll. « Harmoniques », 1991 (ISBN 978-2-7000-2102-8), présentés par Pierre Citron

### Ouvrages de Wagner
- Richard Wagner, Une capitulation, Paris, Alphonse Leduc, 1915 (Texte disponible sur wikisource)

### Ouvrages généraux
- (en) Nicolas Slonimsky, Lexicon of musical invectives, New York, W.W. Norton & Company, 1953 (réimpr. 2000), 325 p. (ISBN 978-0-393-32009-1). ,
- Charles Koechlin, Traité de l'orchestration, Paris, Éditions Max Eschig, 1954 (BNF 39725857),
- (en) Harry Partch, Genesis of a Music, New York, Da Capo Press, 1974, 544 p. (ISBN 978-0-306-80106-8),
- Odile Vivier, Varèse, Paris, Seuil, coll. « solfèges », 1987 (ISBN 2-02-000254-X),
- Robert Kopp, La quête du bonheur et l'expression de la douleur dans la littérature et la pensée françaises : mélanges offerts à Corrado Rosso, Paris, Librairie Droz, 1995, 540 p. (ISBN 978-2-600-00109-0, lire en ligne),
- Lloyd James Austin, Essais sur Mallarmé : Mallarmé, Victor Hugo et Richard Wagner, Manchester, Manchester University Press, 1995, 298 p. (ISBN 978-0-7190-4380-2, lire en ligne),
- (en) Barton Byg, Landscapes of Resistance : The German Films of Danièle Huillet and Jean-Marie Straub, Los Angeles, University of California Press, 1995, 303 p. (ISBN 978-0-520-08910-5, lire en ligne)
- Octave Mirbeau, Chroniques musicales, Anglet, Séguier Archimbaud, 2001, 255 p. (ISBN 978-2-84049-270-2).

### Ouvrages sur Berlioz et Wagner
- (en) Adolphe Jullien, Hector Berlioz : La vie et le combat, les œuvres, Paris, Charavay Frères, 1882,
- Camille Saint-Saëns, Portraits et Souvenirs, Paris, Société d'Édition Artistique, 1900,
- Suzanne Demarquez, Hector Berlioz, Paris, Seghers, coll. « Musiciens de tous les temps », 1969,
- Fred Goldbeck, « Défense et illustration de Berlioz », La Revue Musicale, Paris, no 267,‎ janvier 1977. ,
- Henry Barraud, Hector Berlioz, Paris, Fayard, coll. « Les indispensables de la musique », 1989, 506 p. (ISBN 978-2-213-02415-8). ,
- Dominique Catteau, Hector Berlioz ou La philosophie artiste : Tome I, Paris, Publibook, 2001, 548 p. (ISBN 2-7483-2011-5, lire en ligne),
- Dominique Catteau, Nietzsche, adversaire de Wagner, Paris, Publibook, 2001 (ISBN 978-2-7483-8742-1). ,
- Eryck de Rubercy, La controverse Wagner (choix de textes), Paris, Univers Poche, 2013, 187 p. (ISBN 978-2-8238-0293-1, lire en ligne).